# Місцева церква
Місцеві церкви — це християнська група, яка була заснована в Китаї в 1920-х роках і поширилася по всьому світу. Основний принцип організації місцевих церков полягає в тому, що в кожному місті має бути лише одна християнська церква, принцип, який вперше сформулював Вочман Ні у 1926 році в описі семи церков в Азії згідно Об'явлення 1:11. Місцеві церкви не називають назви, але деякі сторонні люди називали групу «Маленькою пастою», коли вони співали з гімну під назвою «Гімни для малої пастви». З самого початку члени цієї групи наголошували на особистому досвіді Христа та встановленні зразка церковної практики згідно з Новим Завітом. Хоча асамблеї, які називають «місцевими церквами», можна знайти по всьому світу, остаточної статистики щодо членства немає, частково тому, що найбільша кількість членів є в Китаї. За оцінками, членів у всьому світі від п'ятисот тисяч до двох мільйонів.